# GoodTimes Entertainment
GoodTimes Entertainment, Ltd. fue una compañía americana de VHS que nació en 1984 bajo el nombre de GoodTimes Home Video. Los fundadores de la compañía fueron los hermanos Kenneth, Joseph y Stanley Cayre (a menudo se les llamaba simplemente como "Cayre Brothers") de Salsoul Records. Su sede estaba en Midtown Manhattan, Ciudad de Nueva York y tuvo facilidades de distribución en la Jersey City y en Bayonne, Nueva Jersey

## Historia
GoodTimes empezó con la distribución de copias de títulos de dominio público. Aunque la compañía también produjo y distribuyó muchos vídeos de bajo precio, su línea más reconocida de productos eran las series de bajo presupuesto de películas clásicas de animación de compañías como Jetlag Producciones, Golden Films y Blye Migicovsky Productions, así como una selección de los trabajos de Burbank Films Australia.
Muchos de los títulos de sus películas—como Aladdin, La Bella y la Bestia, Pinocho, Simbad, La Sirenita, Los Tres Mosqueteros o Pulgarcita— eran similares o idénticas a las películas animadas de gran presupuesto de otros estudios (aunque sus animaciones e historias fueran a veces muy diferentes), y GoodTimes a menudo tuvo que lanzar estas películas cerca de los lanzamientos de las películas de otros estudios. Esto era en gran parte legal, ya que las historias de gran presupuesto estaban basadas en cuentos tradicionales que llevaban mucho tiempo bajo dominio público, y grandes estudios tuvieron poco margen para reclamar los derechos exclusivos de las historias y de los personajes protagonistas.
Sin embargo, en 1993, The Walt Disney Company demandó a GoodTimes porque el embalaje de muchas de sus películas eran estrechamente parecidas a las de la compañía, siendo probable que muchos consumidores compraran involuntariamente títulos de GoodTimes, cuando en realidad querían adquirir una película de Disney.
A raíz de esta demanda, la ley obligó a GoodTimes a imprimir su nombre encima de todas las futuras portadas de VHS, para aclarar a los consumidores que dicha película no era el "título superventas" que querían comprar. No obstante, a pesar de estos cambios, GoodTimes continuó produciendo películas animadas basadas en títulos de "imitación" de dominio público.
En 1990, GoodTimes expandió la compañía con GT Publishing, una división de la compañía que publicó libros infantiles bajo la impresión de Inchworm Press.
Con la expansión de VHS, GoodTimes fundó su spin-off, GT Interactive Software como un medio para distribuir videojuegos. Esta compañía fue vendida a un editor de videojuegos francés en 1999.
En fechas diferentes, GoodTimes se alió con Columbia Pictures, NBC, HBO, Worldvision Emprises, Hanna-Barbera, Orion Home Video, Universal Pictures y Paramount Pictures para estrenar cintas económicas de muchas de sus películas y series de televisión. Además, GoodTimes estrenó varias recopilaciones de películas de dominio público, tráileres de películas, programas televisivos y newsreels. La mayoría los créditos de estos eran propiedad de Film Shows, Inc.
En julio de 2005, GoodTimes entró en bancarrota y sus acciones fueron vendidas a Gaiam. A pesar de su clausura, GoodTimes Entertainment produjo en ese tiempo una serie de televisión llamada Wulin Warriors. La serie fue una versión editada de Pili, producida por Broadway Video y Animation Collective para Cartoon Network's Toonami en 2006. La serie fue cancelada después de la emisión de los dos primeros episodios debido a sus pobres índices de audiencia y a las quejas.